# Rattus montanus
Rattus montanus là một loài động vật có vú trong họ Chuột, bộ Gặm nhấm. Loài này được Phillips mô tả năm 1932.